# مؤسسه انجمن ملی آموزش آشپزی
مؤسسه انجمن ملی آموزش آشپزی (به ژاپنی: 全国調理師養成施設協会) یکی از موسسات آموزش آشپزی ژاپنی است که در زمینهٔ چاپ کتاب‌های آشپزی نیز فعال است. دفتر اصلی آن در توکیو، شیبویا قرار دارد. این مؤسسه در سال ۱۹۶۰ تأسیس شده‌است.